# Arceuthobium abietis-religiosae
Arceuthobium abietis-religiosae är en sandelträdsväxtart som beskrevs av Hans Albrecht Heil. Arceuthobium abietis-religiosae ingår i släktet Arceuthobium och familjen sandelträdsväxter. Inga underarter finns listade i Catalogue of Life.